# Politiek Comité van het Centraal Comité van de Hongaarse Socialistische Arbeiderspartij

Vlag van de MSzMP

Het Politiek Comité van het Centraal Comité van de Hongaarse Socialistische Arbeiderspartij en haar voorganger, de Hongaarse Werkerspartij (Hongaars: Politikai Bizottság) was in praktijk het hoogste machtsorgaan van de MDP (1948-1956) en MSzMP (1956-1989). Het werd gekozen uit het midden van het Centraal Comité (en formeel ondergeschikt aan dit orgaan) en gold als het dagelijks bestuur van de partij en vergelijkbaar met een politbureau in andere socialistische staten. Het Politiek Comité vergaderde wekelijks en telde rond de tien (stemhebbende) leden. Naast stemhebbende leden kende het PB ook kandidaat-leden; deze hadden geen stemrecht konden dus niet meebeslissen in de beraadslagingen. De voorzitter van het Politiek Comité was tevens de eerste secretaris van het Centraal Comité en daarmee de invloedrijkste figuur in het land. Van 1956 tot 1988 werd deze functie bekleed door János Kádár (1912-1989).
Het laatste Politiek Comité werd tijdens het Congres van de MSzMP van mei 1988 gekozen.

## Samenstelling PB (22 mei 1988 - 7 oktober 1989)
- János Berecz (tot 12 april 1989)
- Judit Csehák (tot 12 april 1989)
- Károly Grósz (voorzitter)
- Csaba Hámori (tot 24 juni 1989)
- Pál Iványi (tot 24 juni 1989)
- János Lukács (tot 12 april 1989)
- Miklós Németh
- Rezső Nyers
- Imre Pozsgay
- István Szabó (tot 12 april 1989)
- Ilona Tatai (tot 24 juni 1989)
- Pál Vastagh (12 april 1989 - 24 juni 1989)
- Mihály Jasso (12 april 1989 - 24 juni 1989)

## Verwijzingen
Partijcongres · Centraal Comité · Secretariaat · Politiek Comité · Partijleider